# Geesthacht
Geesthacht (phát âm tiếng Đức: [ɡeːstˈhaxt]) là thành phố lớn nhất ở huyện Lauenburg (Herzogtum Lauenburg) trong bang Schleswig-Holstein phía bắc Đức, 34 km về phía đông nam của Hamburg bên hai bờ sông Elbe.

## Đô thị kết nghĩa=
- Hoogezand-Sappemeer (Hà Lan), từ năm 1966
- Chadderton (Anh), từ năm 1966
- Plaisir (Pháp), từ năm 1975
- Kuldiga (Latvia), từ năm 1991